# 협상
협상(協商, 영어: negotiation) 또는 교섭(交涉)은 분쟁이 발생했을 경우 양 당사자가 대화로 분쟁을 해결하는 방법을 말한다. 원래 사회의 불협화를 해결하기 위해 적용하던 용어이다. 국가간의 협상은 교섭을 하기 위해 외교관들이 회의를 개최하여 만나기도 한다.
조약·협정·협약 등에 직접 근거를 두지 않는 원만한 국가간의 협력관계이다. 동맹과 다른 점은 사건일 발생한 경우에 즉시 무력원조를 개시하는 것이 아니라 당사국이 협의하여 태도를 결정한다는 점이다. 예컨대 1907년에 영국·프랑스·러시아 3국간에 체결된 3국협상이다.

## 예비교섭
예비교섭(豫備交涉)은 정식 외교사절단에 의한 본격적인 교섭에 들어가기 전에 상대방의 태도 등을 탐지하려는 의도도 있는 정식교섭의 세목, 기술적인 문제에 대해서 타협하는 예비적인 외교교섭을 말한다.

## 같이 보기
- 중재
- 리더십
- 조정 (법률)
- 게임 이론
- 협상 과학(negotiation science, 협상학)
- 제안 (협상)
- 역제안(counter proposal, 수정제안)